# Hippoporina polygonia
Hippoporina polygonia är en mossdjursart som först beskrevs av Jullien 1882.  Hippoporina polygonia ingår i släktet Hippoporina och familjen Bitectiporidae. Inga underarter finns listade i Catalogue of Life.